# Mesochóri
Mesochóri (Mesochori, Chasanovo) är en ort i Grekland.   Den ligger i prefekturen Nomós Florínis och regionen Västra Makedonien, i den norra delen av landet, 400 km nordväst om huvudstaden Aten. Mesochóri ligger 599 meter över havet och antalet invånare är 358.
Terrängen runt Mesochóri är platt åt sydväst, men åt nordost är den kuperad.Runt Mesochóri är det ganska glesbefolkat, med 22 invånare per kvadratkilometer. Närmaste större samhälle är Florina, 14,3 km sydväst om Mesochóri. Trakten runt Mesochóri består till största delen av jordbruksmark.